# ته‌او یو
این یک نام کره‌ای است؛ نام خانوادگی کیم است.  بر روی صحنه یا به صورت مستعار با  نام خانوادگی یو شناخته‌ می‌شود.
کیم چی-هون (کره‌ای: 김치훈؛ زادهٔ ۱۱ آوریل ۱۹۸۱) که به‌طور حرفه‌ای با نام ته‌او یو (کره‌ای: 유태오) شناخته می‌شود، بازیگر اهل کره جنوبی است. او بیشتر به خاطر بازی در نقش ویکتور تسوی در فیلم موزیکال تابستان شناخته می‌شود.

## زندگی
ته‌او یو با نام تولد کیم چی-هون، در کلن، آلمان به دنیا آمد. پدرش یک معدنچی و مادرش پرستار بود. پس از فارغ‌التحصیلی از دبیرستان در آلمان، ته‌او یو به ایالات متحده آمریکا و انگلستان برای تحصیل در بازیگری رفت.

## فیلم‌شناسی

### مجموعه‌های تلویزیونی
| سال  | عنوان                       | نقش           | توضیحات             | منابع |
| ---- | --------------------------- | ------------- | ------------------- | ----- |
| ۲۰۱۹ | سرگذشت آسدال                | راگاز         | حضور افتخاری        |       |
| ۲۰۱۹ | بی‌خانمان                    | جروم          |                     |       |
| ۲۰۱۹ | شکلات                       | کوان مین-سونگ |                     |       |
| ۲۰۲۰ | بازی پول                    | یوجین هان     |                     |       |
| ۲۰۲۱ | دراما استیج – Proxy Emotion | یو جه-هو      | فصل ۴؛ درام تک پرده | [ ۶ ] |
| ۲۰۲۱ | پنجره                       | چو جه-یون     | درامای ژاپنی-آلمانی | [ ۷ ] |
| ۲۰۲۲ | عاشق اینم که ازت متنفر باشم | نام کانگ-هو   |                     | [ ۸ ] |